# Agudat Israel
Agudat Israel é um partido político israelense derivado do movimento religioso judeu ultraortodoxo homônimo, fundado em 1912, na cidade de Kattowitz (então parte de Alemanha). O partido foi, por várias vezes, membro do Knesset, o parlamento de Israel, e defende o fortalecimento da religiosidade entre os 
israelitas.